# Août 1958

## Évènements
- Le docteur Hastings Banda prend la tête du mouvement anti-fédérationniste du Nyassaland (Malawi).
- Les États-Unis et le Royaume-Uni interviennent en Jordanie et au Liban à la suite du coup d’État militaire de Qasim en Irak.
- Suspension provisoire des essais nucléaires.

- 1er août : le Royaume-Uni, puis les États-Unis reconnaissent le nouveau régime irakien.
- 2 - 9 aout : le 43e congrès mondial d’espéranto a lieu à Mayence.
- 3 août : 
  - le sous-marin USS Nautilus devient le premier navire à naviguer sous la calotte glaciaire du pôle Nord.
  - Formule 1 : Grand Prix automobile d'Allemagne.
- 6 août : premier vol vertical captif de l'avion ADAV Short SC.1.
- 7 août : élections en Colombie. Début du Régime du Front national (fin en 1974). Les institutions démocratiques sont restaurées mais la démocratie est limitée aux seuls partis libéral et conservateur, ce qui entraîne une démobilisation politique. L’état de siège reste en vigueur jusqu’en 1982.
- 8 août : à la demande de l’Union soviétique, l’Assemblée générale des Nations unies se réunit en session extraordinaire afin d’examiner la crise au Proche-Orient. Une résolution invite les forces étrangères à se retirer du Liban et de Jordanie.
- 9 août : Américo Tomás, président de la République du Portugal. Homme de Salazar, il est élu grâce à la fraude électorale au détriment de Humberto Delgado.
- 20 août :
  - tournée du général de Gaulle en Afrique. À Brazzaville il fait un discours permettant aux territoires africains de se retirer de la « communauté » en votant contre la ratification de la nouvelle Constitution au référendum;
  - en Algérie, la direction du FLN est purgée par les dirigeants de l’ALN.
- 22 août : les États-Unis et le Royaume-Uni proposent la suspension des essais nucléaires pendant un an.
- 22 - 25 août : bombardements chinois sur Jinmen et Matsu.
- 24 août : 
  - discours du général de Gaulle à Brazzaville.
  - Formule 1 : Grand Prix automobile du Portugal.
- 25 août : 
  - discours de Ahmed Sékou Touré prononcé en présence du président du conseil français, Charles de Gaulle, au sujet de la proposition d'intégration à la communauté française[1].
  - la Guerre d'Algérie franchit la Méditerranée : l'ALN engage un front armé en France. Dans la nuit, une quinzaine d'attentats sont commis dans plusieurs régions de France ayant pour cibles sites militaires, postes de police, voies ferrées, dépôts d'essence et raffineries. Les attentats du mois d'août font 17 morts parmi les policiers, 6 parmi les militaires.
- 27 août : tir de Argus I lors de l'opération Argus. Premier essai d'une arme nucléaire dans l'espace (une bombe de 1,7 kilotonne a explosé à 200 kilomètres d'altitude lors d'un essai à haute altitude).
- 30 août : achèvement de la collectivisation des campagnes. Le Parti communiste chinois décide de généraliser le système des « communes populaires », avec élimination de toute propriété privée.
- 30 août - 5 septembre[2] : émeutes raciales à Notting Hill, quartier de Londres.
- 31 août : premier vol de l'avion de combat américain North American A-5 Vigilante

## Naissances
- 3 août : 
  - Olivier Maingain, homme politique belge.
  - Lambert Wilson, acteur, metteur en scène et chanteur français.
- 6 août : Didier Reynders, homme politique belge.
- 8 août : 
  - Mauro Maur, trompettiste italien.
  - Thierry Mariani, homme politique français.
- 10 août : Tai-Luc, chanteur et guitariste franco-vietnamien († 1er décembre 2023).
- 12 août : Fouad Laroui, économiste et romancier marocain.
- 15 août : Craig MacTavish, joueur de hockey.
- 16 août :
  - José Luis Clerc, joueur de tennis argentin.
  - Madonna, chanteuse, auteure, productrice et actrice américaine.
  - Angela Bassett, actrice, réalisatrice et productrice américaine.
  - Peter J. Wisoff, astronaute américain.
- 17 août : Sergei Krikalev, cosmonaute russe.
- 18 août :
  - Didier Auriol, pilote de rallye français.
  - Sergei Treschev, cosmonaute russe.
- 19 août :
  - Darryl Sutter, joueur de hockey.
- 21 août : Karen Scrivener, chercheuse anglaise dans le domaine des matériaux à base de ciment.
- 22 août : Philippe Habert, politologue français, mari de Claude Chirac
- 24 août : Steve Guttenberg, acteur, producteur et réalisateur américain
- 25 août : Tim Burton cinéaste américain.
- 26 août : Emil Abossolo-Mbo, acteur camerounais.
- 27 août : Kathy Hochul, femme d'État Américaine.
- 29 août : Michael Jackson, chanteur américain († 25 juin 2009).
- 30 août : Anna Politkovskaïa, journaliste russe († 7 octobre 2006).
- 31 août : 
  - Serge Blanco, rugbyman français.
  - Éric Zemmour, écrivain, essayiste et journaliste politique français.
- (jour non connu en août) : Bu Xiaolin, femme politique chinoise, présidente de la Mongolie intérieure.

## Décès
- 5 septembre : Jeanne Darlays, cantatrice (° 2 mai 1874)